# Katra (ort i Indien, Uttar Pradesh)
Katra är en ort i Indien.   Den ligger i distriktet Shrawasti och delstaten Uttar Pradesh, i den norra delen av landet, 500 km öster om huvudstaden New Delhi. Katra ligger 115 meter över havet och antalet invånare är 6 853.
Terrängen runt Katra är mycket platt. Runt Katra är det tätbefolkat, med 570 invånare per kvadratkilometer. Närmaste större samhälle är Balrampur, 18,0 km sydost om Katra. Trakten runt Katra består till största delen av jordbruksmark.